# Kamã Makú
Kamã Makú (Kamã, Dâw, Macu-camãs), pleme Macuan Indijanaca iz brazilske države Amazonas, nastanjeni na gornjoj Maiuari (pritoka rijeke Japurá) na općini São Gabriel de Cachoeira, i donjem toku rijeke Rio Negro, Curicuriari (Área Indígena Médio Rio Negro I). Sami sebe nazivaju imenom Dâw. Populacija: 83 govornika (1994 ALEM); 

## Vanjske poveznice
- Alain Fabre  Arhivirana inačica izvorne stranice od 28. studenoga 2008. (Wayback Machine)